# Ray Bradbury
Ray Bradbury (Waukegan, Illinois, 22 de agosto de 1920-Venice Beach, California, 5 de junio de 2012) fue un escritor estadounidense del género fantástico, terror y ciencia ficción. Principalmente conocido por su obra Crónicas marcianas (1950) y la novela distópica Fahrenheit 451 (1953). 

## Biografía
Ray Bradbury nació el 22 de agosto de 1920 en Waukegan, hijo de Leonard Spaulding Bradbury y de Esther Moberg. Era descenciente de Mary Bradbury, famosa por haber sido acusada por brujería y condenada a muerte en los Juicios de Salem (pena que no se llegó a ejecutar por su fuga; Mary Bradbury murió por causas naturales en 1700).
La familia de Ray Bradbury se mudó varias veces desde su lugar de origen, Illinois, hasta establecerse, finalmente, en Los Ángeles, California, en 1934. Bradbury tenía dos hermanos gemelos mayores nacidos en 1916: Leonard y Sam, pero Sam murió a la edad de dos años. Su hermana Isabel, que nació en 1926, también murió en la infancia de neumonía. En el mismo año falleció el abuelo del escritor. Esta familiaridad temprana con la muerte se reflejó en muchas obras literarias futuras.
A partir de entonces, Bradbury, fue un ávido lector durante toda su juventud y un escritor aficionado.
En 1936, Bradbury se unió a la Los Angeles Science Fiction Society, que era una de las muchas asociaciones de escritores jóvenes que estaban emergiendo activamente en los Estados Unidos posterior a la Gran Depresión. 
Se graduó de Los Ángeles High School en 1938, pero no pudo asistir a la universidad porque su familia era pobre y no podía pagarla.
Para ganarse la vida, comenzó a vender periódicos de 1938 a 1942. Además, se propuso formarse de manera autodidacta pasando la mayor parte de su tiempo en la biblioteca pública leyendo libros y en ese periodo comenzó a escribir sus primeros cuentos. Empezó a publicar en Futuria Fantasy, en la que comienza a reflexionar sobre el futuro y sus peligros. En solo dos años se publicaron cuatro números de esta revista.
En estas pequeñas publicaciones empezó a perfeccionar gradualmente sus habilidades literarias, desarrollando un estilo personal. 
Sus trabajos iniciales los vendió a revistas y, así, a comienzos de 1940, algunos de estos fueron compilados en Dark Carnival en 1947.  La publicación, sin embargo, fue recibida por el público sin mucho interés.
Finalmente, se estableció en California, donde residió y continuó su producción hasta su fallecimiento.
En 1942, Bradbury finalmente dejó de vender periódicos y pudo sustentarse cómodamente de su actividad literaria, creando hasta 52 historias al año. También siguió activamente el desarrollo de la ciencia y la tecnología; visitó la Exposición Universal de Chicago y la Exposición Universal de Nueva York (1939).
En 1946, en una librería de Los Ángeles, Bradbury conoció a Margaret McClure (Maggie), quien sería su futura esposa. El 27 de septiembre de 1947, Maggie y Ray contrajeron matrimonio, una unión que duró hasta la muerte de McClure en 2003. En 1949 nació su primera hija; Susan, seguida de Ramona, Bettina y Alexandra. Durante los primeros años, Maggie trabajó duro para darle a Ray la oportunidad de poder desarrollar sus escritos, pues la profesión de escritor de Ray en ese momento no le reportaba muchos ingresos; los ingresos mensuales totales de la familia eran de unos 250 dólares, la mitad de los cuales los ganaba Margaret.

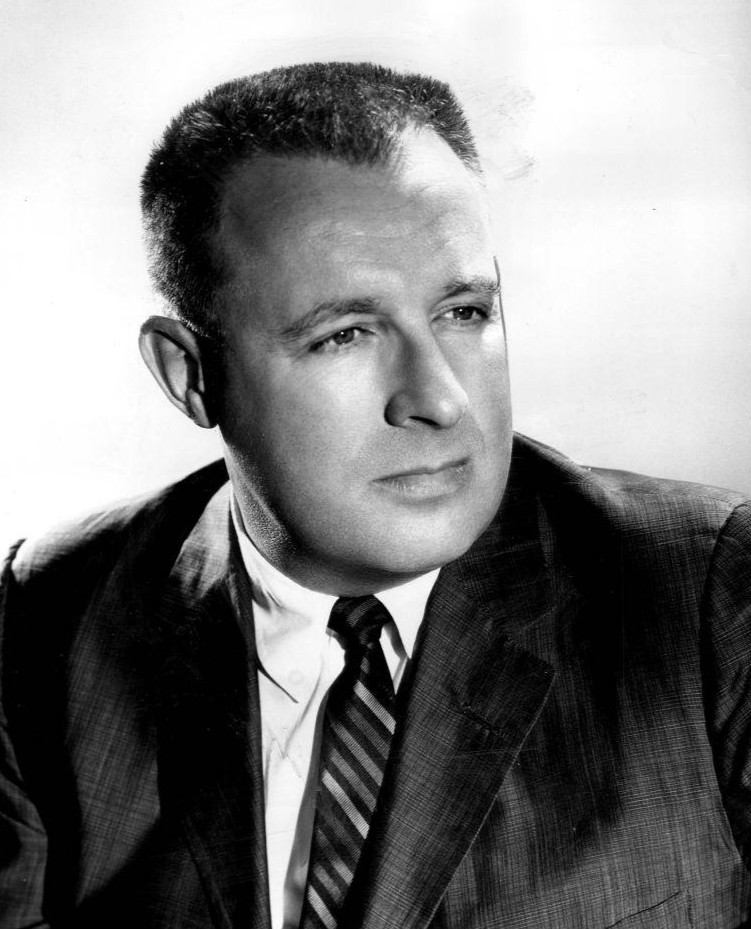
R.B. en 1959.

Tres años más tarde, apareció una colección de historias "marcianas", que componen la novela Crónicas Marcianas, que se convirtió en el primer libro de éxito comercial de Bradbury y que cuenta sobre los seis primeros viajes a Marte y su posterior colonización.
El escritor admitió más tarde que considera las Crónicas su mejor libro. Cuando Bradbury se llevó esta colección a Nueva York al agente literario Don Congdon, no tenía dinero ni para el tren: tenía que viajar en autobús, y se comunicaba con Congdon exclusivamente por teléfono en la gasolinera frente a su casa. Pero ya en su segundo viaje a Nueva York, Bradbury fue recibido por aficionados de su obra.
Bradbury escribió cuentos y novelas de diversos géneros, desde el policial hasta el realista y costumbrista, pero se le conoce como un escritor clásico de la ciencia ficción y fantasía. También, trabajó como argumentista y guionista en numerosas películas y series de televisión, entre las que cabe destacar su colaboración con John Huston en la adaptación de Moby Dick para la película homónima que este dirigió en 1956. Además, escribió poemas y ensayos.

### Muerte
Murió el 5 de junio de 2012 a la edad de noventa y un años en Los Ángeles, California. La biblioteca personal de Bradbury fue legada a la Biblioteca Pública de Waukegan, donde tuvo muchas de sus experiencias formativas de lectura.
El New York Times llamó a Bradbury: el escritor responsable de llevar la ciencia ficción moderna a la corriente literaria principal. Los Angeles Times atribuyó a Bradbury la capacidad de escribir de forma lírica y evocadora sobre tierras a una imaginación de distancia, mundos que ancló en el aquí y ahora con un sentido de claridad visual y familiaridad de pueblo pequeño.
El nieto de Bradbury, Danny Karapetian, dijo que las obras de Bradbury habían influenciado a tantos artistas, escritores, maestros, científicos, y siempre es realmente conmovedor y reconfortante escuchar sus historias.
The Washington Post señaló varias tecnologías modernas que Bradbury había imaginado mucho antes en sus escritos, como la idea de los cajeros automáticos y auriculares y auriculares Bluetooth de Fahrenheit 451 y los conceptos de inteligencia artificial dentro de Fantasmas de lo nuevo.
El 6 de junio de 2012, en una declaración pública oficial de la Oficina de Prensa de la Casa Blanca, el presidente Barack Obama dijo:

Para muchos estadounidenses, la noticia de la muerte de Ray Bradbury trajo inmediatamente a la mente imágenes de su trabajo, impresas en nuestras mentes, a menudo desde una edad temprana. Su don para contar historias reformuló nuestra cultura y expandió nuestro mundo. Pero Ray también entendió que nuestra imaginación podría usarse como una herramienta para una mejor comprensión, un vehículo para el cambio y una expresión de nuestros valores más preciados. No hay duda de que Ray continuará inspirando a muchas más generaciones con sus escritos, y nuestros pensamientos y oraciones están con su familia y amigos.

Numerosos fanáticos de Bradbury rindieron homenaje al autor y destacaron la influencia de sus obras en sus propias carreras y creaciones. El cineasta Steven Spielberg declaró que Bradbury fue su musa durante la mayor parte de su carrera respecto a la ciencia ficción. En el mundo de la ciencia ficción, la fantasía y la imaginación, es inmortal.
El escritor Neil Gaiman afirmó que "el paisaje del mundo en el que vivimos se habría disminuido si no lo hubiéramos tenido en nuestro mundo".  El autor Stephen King publicó una declaración en su sitio web que decía: "Ray Bradbury escribió tres grandes novelas y trescientas grandes historias. Una de estas últimas se tituló El sonido del trueno. El sonido que escucho hoy es el trueno de los pasos de un gigante que se desvanece. Pero quedan las novelas y los cuentos, con toda su resonancia y extraña belleza.” 
A petición suya, su lápida funeraria, en el Cementerio Westwood Village Memorial Park, lleva el epitafio: «Autor de Fahrenheit 451».

## Obra
Se consideraba a sí mismo «un narrador de cuentos con propósitos morales». Sus obras a menudo producen en el lector una angustia metafísica y, por lo tanto, desconcertante, pero siempre con un toque costumbrista de la vida diaria, ya que reflejan la convicción de Bradbury de que el destino de la humanidad es «recorrer espacios infinitos y padecer sufrimientos agobiantes para concluir vencido, contemplando el fin de la eternidad».
Un halo poético y un cierto romanticismo son otros rasgos persistentes en la obra de Bradbury, si bien sus temas están inspirados en la vida diaria de las personas. Por sus peculiares características y temáticas, su obra puede considerarse como exponente del realismo épico, aunque nunca la haya definido de este modo.
Si bien a Bradbury se le conoce como escritor de ciencia ficción, él mismo declaró que no era escritor de ciencia ficción, sino de fantasía y que su única novela de ciencia ficción es Fahrenheit 451.

“En mis obras no he tratado de hacer predicciones acerca del futuro, sino avisos. Es curioso, en mi país cada vez que surgía un problema de censura salía a relucir como paradigma de la libertad Fahrenheit 451. Los intelectuales, ya sean de derechas o de izquierdas, siempre tienen miedo a lo fantástico porque les parece tan real ese mundo que creen que estás intentando engañar y, evidentemente, así es. (…) Vivimos en un mundo que nos absorbe con sus normas, con sus reglas y la burocracia, que no sirve para nada. Hay que tener mucho cuidado con los intelectuales y los psicólogos, que te intentan decir lo que tienes que leer y lo que no».

Junto a Leigh Brackett, se le considera como uno de los escritores más identificados con la revista pulp Planet Stories; ambos autores colaboraron en la novela corta Lorelei of the Red Mist, que apareció en 1946. Las obras que Bradbury destinó a la revista incluyen una de las primeras historias de la serie Crónicas marcianas.

### Fama trasFahrenheit 451
La fama mundial llegó a Bradbury después de la publicación de la novela Fahrenheit 451 en 1953.  La novela se publicó por primera vez en la recién lanzada revista Playboy. En la novela, Bradbury mostró una sociedad totalitaria en la que cualquier libro está sujeto a quema. En 1966, el director François Truffaut adaptó la novela a un largometraje.
El cine en general jugó un papel importante en la vida del escritor: creó muchos guiones para películas. Asimismo, Bradbury podría haberse convertido en guionista de la famosa película de Hitchcock Los pájaros, pero estaba ocupado en ese momento con la serie Alfred Hitchcock presenta, por lo que no pudo tomar otro proyecto.
Después de convertirse en un escritor popular, Bradbury siguió escribiendo activamente, trabajando varias horas al día. En 1957, se publicó su libro Vino del estío, al que luego escribió una secuela llamada El verano de la despedida. Sin embargo, los editores se negaron a publicar la continuación, citando la "inmadurez" del texto: el escritor lanzó la segunda parte en 2006, medio siglo después de la primera.

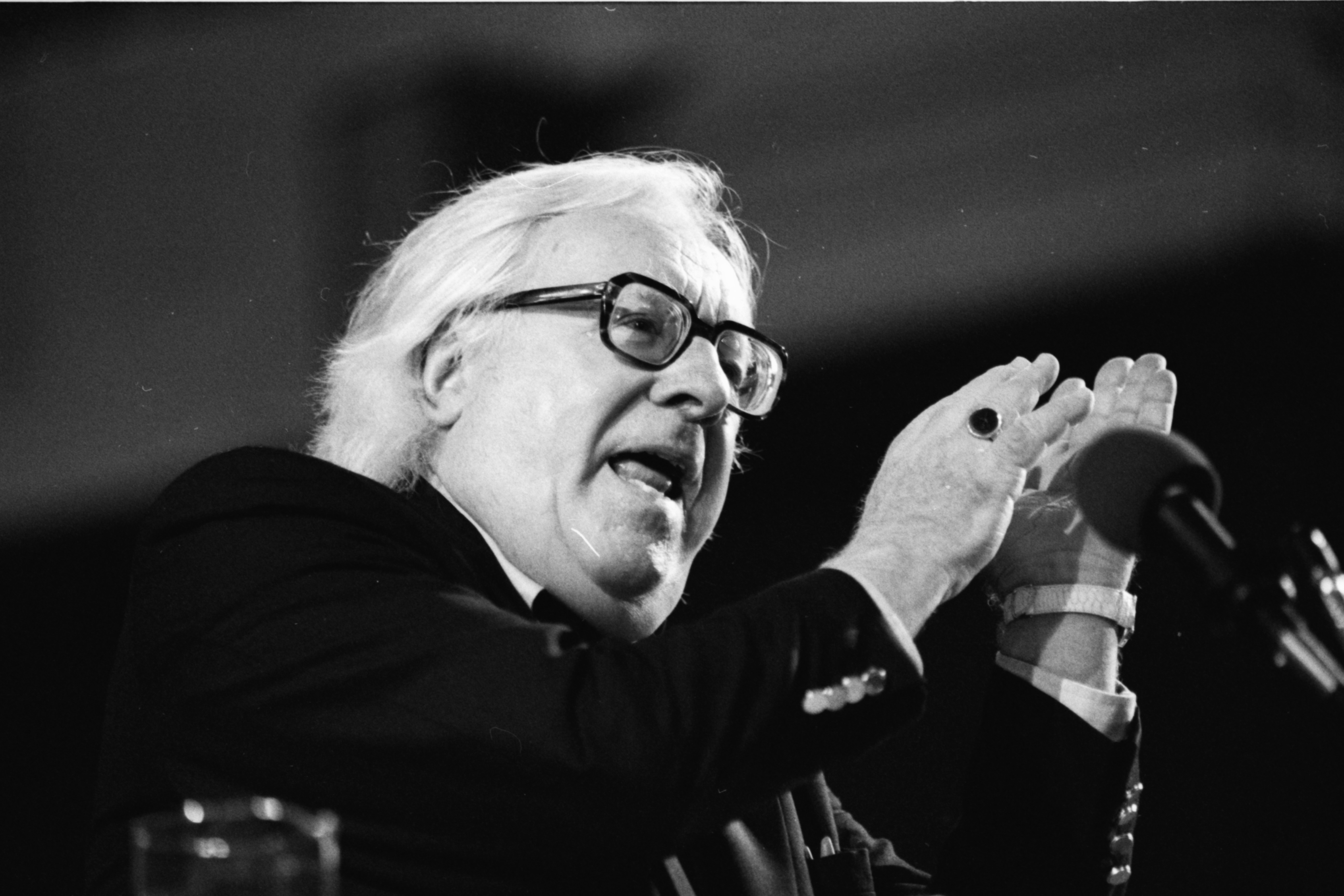
Ray Bradbury en una conferencia, (1990).

La novela Vino del estío, al igual que Crónicas marcianas, estaba compuesta por historias individuales, algunas de las cuales habían sido publicadas previamente. Este libro, sin embargo, es una obra más completa que Crónica, pues se considera la novela más autobiográfica de Bradbury, y las características del autor se pueden ver en dos personajes a la vez: los hermanos Tom y Douglas Spaulding, que viven en la ciudad de Green Town, cuyo prototipo fue Waukegan, de donde es nativo de Bradbury.
Después de 1963, Bradbury continuó publicando nuevas historias, pero también se concentró activamente en otro género: el drama. Su primera colección de obras breves, The Anthem Sprinters and Other Antics, se publicó en 1963 y se centró en Irlanda, donde Bradbury pasó seis meses. Pronto aparecieron en televisión dos programas basados en las obras de Bradbury: The World of Ray Bradbury y The Wonderful Ice Cream Suit. También en la década de 1960, el escritor participó en la creación de una película sobre la historia de América para la Exposición Universal de Nueva York en 1964.
Su interés por la ficción y las artes dramáticas continuó en la década de 1970, pero en ese momento Bradbury también se interesó por la poesía y publicó tres colecciones de sus poemas. En 1982, todos los poemas se publicaron en un solo volumen. Durante este período de su vida, Bradbury también creó muchas obras literarias, alejadas de la ciencia ficción, publicadas en revistas de diversas temáticas, desde Life hasta Playboy.
Bradbury volvió a publicar algunas de sus primeras historias en 1984 en una colección especial Memoria de crímenes, y luego publicó la novela policíaca Death Is a Lonely Business. También en ese momento, comenzó a aparecer en la televisión por cable la serie Ray Bradbury Theatre, en la que se filmaron muchas de las historias del escritor. Durante este período de su vida, Bradbury recibió numerosos premios en el campo de la literatura.
Ray Bradbury es a menudo llamado el "maestro de la ciencia ficción". Es, sin embargo, considerado como él mismo; un escritor de fantasía; solo una parte de sus obras estaban escritas en el género de ciencia ficción.

### Recopilaciones de relatos
- Dark Carnival (1947)
- Crónicas marcianas (The Martian Chronicles, 1950)
- El hombre ilustrado (The Illustrated Man, 1951)
- Las doradas manzanas del Sol (The Golden Apples of the Sun, 1953)
- El país de octubre (The October Country, 1955)
- Remedio para melancólicos (A Medicine for Melancholy, 1959)
- El Pequeño Asesino (The Small Assassin, 1962)
- Cuentos del Futuro (R is for Rocket, 1962)
- Las maquinarias de la alegría (The Machineries of Joy, 1964)
- La Gente del Otoño (The Autumn People, 1965)
- Mañana Medianoche (Tomorrow Midnight, 1966)
- Cuentos Espaciales (S is for Space, 1966)
- Dos Veces 22 (Twice 22, 1966)
- Fantasmas de lo nuevo (I Sing the Body Electric, 1969)
- Mucho Después de Medianoche (Long After Midnight, 1976)
- La Sirena de Niebla y Otras Historias (The Fog Horn & Other Stories, 1979)
- Una Primavera Eterna (One Timeless Spring, 1980)
- El Último Circo y la Electrocución (The Last Circus and the Electrocution, 1980)
- La Sirena de Niebla y Otras Historias (The Fog Horn and Other Stories, 1981)
- Cuentos de Dinosaurios (Dinosaur Tales, 1983)
- Memoria de Crímenes (A Memory of Murder, 1984)
- La Maravillosa Muerte de Dudley Stone (The Wonderful Death of Dudley Stone, 1985)
- El convector Toynbee, (The Toynbee Convector, 1988)
- El Loro Que Conoció a Papá (The Parrot Who Met Papa, 1991)
- Seleccionado de Dark They Were, y Golden-Eyed (Selected from Dark They Were, and Golden-Eyed, 1991)
- Más Rápido Que El Ojo (Quicker Than The Eye, 1996)
- Conduciendo a Ciegas, También a Ciegas (Driving Blind, 1997)
- El Patio de Recreo (The Playground, 2001)
- Algo más en el equipaje (One More for the Road, 2002)
- ¿Eres Tú, Herb? (Is That You, Herb?, 2003)
- El Signo del Gato (The Cat's Pajamas: Stories, 2004)
- Un Sonido de Tormenta y Otras Historias (A Sound of Thunder and Other Stories, 2005)
- El Dragón Que Se Comió La Cola (The Dragon Who Ate His Tail, 2007)
- Ahora y Siempre (Now and Forever, 2007)
- Mañana de Verano, Noche de Verano (Summer Morning, Summer Night, 2007)
- Siempre Nos Quedará París (We'll Always Have Paris: Stories, 2009)
- El Placer de Quemar (A Pleasure To Burn, 2010)
- Otras Crónicas Marcianas (2022)

### Novelas
- Fahrenheit 451 (1953)
- El vino del estío (Dandelion Wine, 1957)
- La feria de las tinieblas (Something Wicked this Way Comes, 1962)
- El árbol de las brujas (The Halloween Tree, 1972)
- La muerte es un asunto solitario (Death is a Lonely Business, 1985)
- Cementerio para lunáticos (A Graveyard for lunatics, 1990)
- Sombras verdes, ballena blanca (Green Shadows, White Whale, 1992)
- De la ceniza volverás (From the Dust Returned, 2001)
- Matemos todos a Constance (Let's All Kill Constance, 2002)
- El verano de la despedida (Farewell Summer, 2006)

### Poesía
- Ray Bradbury, poesía completa (2013), edición bilingüe, Introducción, traducción y notas de Jesús Isaías Gómez López. Colección Letras Universales. Editorial Cátedra, Madrid, 1064 págs. ISBN 978-84-376-3193-6
- Vivo en lo invisible. Nuevos poemas escogidos (2002), traducción y prólogo de Ariadna G. García y Ruth Guajardo González. Salto de Página, Madrid, 2013. ISBN 978-94-15065-46-3

### Teatro
- El maravilloso traje de color vainilla (The Wonderful Ice Cream Suit, 1972)
- Columna de fuego y otras obras para hoy, mañana y después de mañana (Pillar of Fire and Other Plays, 1975)

### No ficción
- Marte y la mente del hombre (Mars and the Mind of Man, 1971)
- Ayermañana. Respuestas evidentes a futuros imposibles (Yestermorrow. Obvious answers to impossibles futures, 1991)
- Zen en el arte de escribir (Zen in the art of writing, 1990)
- Bradbury habla (Bradbury talks, 2008)

### Guiones de cine
- Moby Dick, dirigida por John Huston (1956)

### Guiones televisivos
- Episodio 16 A de la primera temporada de la serie The Twilight Zone (1985), titulado The elevator.

## Adaptaciones cinematográficas, televisivas y musicales
- Fahrenheit 451 (François Truffaut, 1966), con Julie Christie y Oskar Werner;
- El hombre ilustrado (Jack Smight, 1969), con Rod Steiger;
- Crónicas marcianas, (Michael Anderson, 1980), con Rock Hudson, Gayle Hunnicutt y Fritz Weaver;
- El carnaval de las tinieblas (Something wicked this way comes, Jack Clayton, 1983), Disney, guion de Ray Bradbury;
- The Ray Bradbury Theater, serie de televisión, 65 episodios, 1985-1986 y 1988-1992;
- The Halloween tree (El árbol de la Noche de Brujas, 1993), película animada de Hanna-Barbera;
- El sonido del trueno (Peter Hyams, 2005), Warner Bros., con Edward Burns, Ben Kingsley y Catherine McCormack;
- La banda de rock argentina Abra Vador compuso la canción llamada Esa cosa al final de la escalera, basada en el cuento que lleva el mismo nombre;
- Fahrenheit 451 (Ramin Bahrani, 2018), película para televisión, con Michael B. Jordan y Michael Shannon;
- El episodio 35 de la tercera temporada de la serie The Twilight Zone (1959) titulado I sing the body electric! está basado en su relato homónimo;
- El episodio 8 B de la primera temporada de la serie The Twilight Zone (1985), titulado The burning man, está basado en su relato homónimo;
- El episodio titulado El tarro de la serie Alfred Hitchcock presenta está basado en su relato homónimo;
- La película It came from outer space, dirigida en 1953 por Jack Arnold, está basada en el relato The meteor;
- La película The Beast from 20,000 Fathoms, dirigida en 1953 por Eugène Lourié, está basada en el relato homónimo;
- La serie Historias para no dormir, creada en 1964 por Narciso Ibáñez Serrador, adaptó numerosos relatos.

## Premios
- 1947: Premio O. Henry;[27]
- 1948: Premio O. Henry;[27]
- 1954: Premio Benjamin Franklin que reconoce la excelencia en la publicación independiente;[27]
- 1968: Premio ASWA al mejor artículo referido al espacio en una revista americana en 1967 por An Impatient Gulliver Above Our Roots;
- 1970: Salón de la Fama de la ciencia ficción por el relato La tercera expedición, del libro Crónicas Marcianas;
- 1971: Premio Seiun de cuento por The Poems;
- 1972: Premio Seiun de cuento por The Blue Bottle;
- 1973: Premio Seiun de cuento por The Black Ferris;
- 1977:
  - Premio Mundial de Fantasía: por una vida de logros;[27]
  - Encuesta Locus: Décimo cuarto en el ranking de mejores autores de todos los tiempos;
- 1979: Premio Balrog en la categoría de Poesía;
- 1980: Premio Gandalf de Fantasía;
- 1983: Premio Saturn al mejor guion por El carnaval de las tinieblas;
- 1984:
  - Prometheus Hall of Fame de la Sociedad Libertaria Futurista por Fahrenheit 451;
  - Premio Jules Verne;
  - Premio Valentine Davies de la Writers Guild of America por su trabajo como guionista en cine;
- 1985: Premio PEN Center USA West por una vida de logros;[27]
- 1988: Nombrado Gran Maestro por la Asociación de Escritores de Ciencia Ficción de América (SFWA);
- 1989: Premio Bram Stoker en tres categorías (Mejor Obra de Ficción, Mejor Historia Corta y Reconocimiento por Toda una Vida de Trabajo);
- 1993: CableACE a la mejor serie dramática por The Ray Bradbury Theater;
- 1994: Emmy por el guion televisivo de El árbol de las brujas;
- 1998:
  - Encuesta Locus, 23.ª mejor novela anteriores a 1990 por Crónicas marcianas;
  - Encuesta Locus, 29.ª mejor novela anteriores a 1990 por Fahrenheit 451;
  - Incluido en el Salón de la Fama de la Ciencia Ficción;
- 1999: George Pal Memorial de la Academia de Cine de Ciencia Ficción, Fantasía y Terror;
- 2000: Medalla por la contribución destacada a las letras americanas;[27]
- 2003: Premio Bram Stoker a la mejor antología por One More for the Road;
- 2004: 
  - Premio Retro Hugo a la mejor novela de 1953 por Fahrenheit 451;
  - Medalla Nacional de las Artes por su contribución a la ciencia ficción en Estados Unidos;[27]
- 2006: Premio Reino de Redonda que distingue la obra de autores no españoles;
- 2007: Premio Pulitzer Mención Especial por su “distinguida, prolífica y profundamente influyente carrera como un incomparable autor de ciencia ficción y fantasía”.

### Finalista
- 1976: Premio Mundial de Fantasía a los logros de una vida;
- 1977: Premio Mundial de Fantasía a la mejor antología por Long After Midnight;
- 1989:
  - Premio Bram Stoker de mejor historia corta por The Young Thing at the Top of the Stairs;
  - Premio Bram Stoker de mejor antología por El Convector Toynbee;
- 1998: Premio de la British Fantasy Society a la mejor antología por Driving Blind;
- 1998: Premio Mundial de Fantasía a la mejor antología por Driving Blind;
- 2002:
  - Premio Mundial de Fantasía a la mejor novela por From the Dust Returned: A Family Remembrance;
  - Premio Bram Stoker a la mejor novela por From the Dust Returned: A Family Remembrance;
- 1963: Óscar por su película animada Icarus Montgolfier Wright.

### Otros reconocimientos
- Cráter lunar con el nombre de "Cráter Dandelion" en honor al libro Dandelion Wine (El vino del estío);
- Un asteroide lleva su nombre, el (9766) Bradbury;
- Una estrella en el Paseo de la Fama de Hollywood;
- El Premio Internacional de ciencia ficción Clarke-Bradbury;
- El Premio Bradbury de guion para representación dramática otorgado por la Asociación de Escritores de Ciencia Ficción de América (SFWA);
- Un cuento suyo es recordado por el Profesor, papel de Héctor Alterio en la película El último tren (Corazón de fuego), de 2002;
- En 2006, fue nombrado Duque del Diente de León, título nobiliario del literario Reino de Redonda, otorgado por Javier Marías (Rey Xavier I de Redonda).